# Tchirozerine
Tchirozerine è un comune urbano del Niger, capoluogo del dipartimento omonimo nella regione di Agadez.